# زواج المثليين في ألاغواس
أصبح زواج المثليين قانونيا في الولاية البرازيلية ألاغواس منذ 6 يناير 2012. أصبحت ألاغواس أول ولاية برازيلية تقنن زواج المثليين. تعتبر الاتحادات المدنية متاحة أيضًا منذ عام 2011.

## التاريخ
في 7 ديسمبر 2011، قضت محكمة العدل في ألاغواس (بالبرتغالية: Corregedoria Geral de Justiça do Estado de Alagoas‏) بأنه يمكن عقد زواج المثليين في الولاية. دخل الحكم حيز التنفيذ بعد نشره، والذي حدث في 6 يناير 2012. مما جعل ألاغواس أول ولاية في البرازيل تسمح للأزواج المثليين بالزواج. تم عقد الاتحادات المدنية بشكل قانوني في الولاية منذ مايو 2011 بعد حكم صادر عن المحكمة الفيدرالية العليا.
في 17 يناير 2012، أصبح الزوجان المثليان الذان عاشا معًا في علاقة مثلية لمدة 25 عامًا أول زوجين مثليين يتزوجان في الولاية، وأول من فعل ذلك منذ الحكم الجديد. في وقت سابق، تمكنت زوجتان مثليتان على تحويل اتحادهما المدني إلى زواج مثلي.

## إحصائيات الزواج
يوضح الجدول التالي عدد حالات زواج المثليين التي تم عقدها في ولاية ألاغواس، وفقًا للمعهد البرازيلي للجغرافيا والإحصاء.
| السنة | زواج المثليين | زواج المثليين | زواج المثليين  | جميع حالات الزواج | % حالات زواج المثليين |
| السنة | بين النساء    | بين الرجال    | العدد الإجمالي | جميع حالات الزواج | % حالات زواج المثليين |
| ----- | ------------- | ------------- | -------------- | ----------------- | --------------------- |
| 2013  | 14            | 3             | 17             | 16,049            | 0.11%                 |
| 2014  | 15            | 3             | 18             | 17,550            | 0.10%                 |
| 2015  | 29            | 19            | 48             | 18,049            | 0.27%                 |
| 2016  | 20            | 12            | 32             | 15,789            | 0.20%                 |
| 2017  | 34            | 10            | 44             | 14,747            | 0.30%                 |
| 2018  | 56            | 39            | 95             | 15,096            | 0.63%                 |